# Scott McCallum

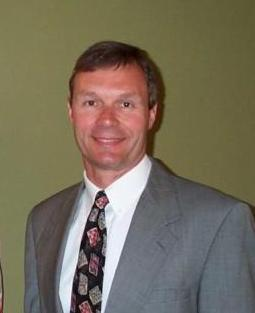
Scott McCallum

Scott McCallum, född 2 maj 1950 i Fond du Lac, Wisconsin, är en amerikansk republikansk politiker. Han var den 43:e guvernören i delstaten Wisconsin 2001-2003.
McCallum avlade 1972 sin examen i nationalekonomi och statskunskap vid Macalester College. Han avlade sedan 1974 sin master i internationell ekonomi vid Johns Hopkins University. Han var ledamot av delstatens senat i Wisconsin 1976-1986.
McCallum kandiderade 1982 till USA:s senat men förlorade mot sittande senatorn William Proxmire. I 1986 års guvernörsval nominerade republikanerna i Wisconsin Tommy Thompson till guvernör och McCallum till viceguvernör. Republikanerna vann valet och McCallum efterträdde demokraten James Flynn som viceguvernör i januari 1987. Efter 14 år som viceguvernör efterträdde McCallum Thompson som guvernör i januari 2001. Thompson avgick från guvernörsämbetet för att tillträda som USA:s hälsominister.
McCallum var republikanernas kandidat i guvernörsvalet 2002 som han förlorade mot demokraten Jim Doyle.
McCallum är medlem av rörelsen Kristen vetenskap.